# IJzergieterij en emailleerfabrieken Vulcaansoord
N.V. IJzergieterij en emailleerfabrieken Vulcaansoord is een Nederlandse ijzergieterij te Terborg nabij Gaanderen, die bestond van 1821 tot 1977.

## Geschiedenis
Het bedrijf heette oorspronkelijk Van Raesfeld, De Both & Co. Het is ontstaan als ijzermolen op de Akkermansbeek en was het laatste hoogovenbedrijf dat in de Oude IJsselstreek werd opgericht. Oprichters waren twee grondbezitters van adel: de gebroeders J.A.L.F.C. en C.S.W.J. van Nagell, die beiden de titel baron voerden. Daarnaast was onder meer de arts Von Raesfeld één der mede-oprichters. Deze kreeg in 1828 het bedrijf alleen in handen.
Naast de watermolen bezat men een rosmolen als hulpinstallatie in geval er te weinig water voor de aandrijving beschikbaar was. In 1823 werd de Huttebeek gegraven. Dit was een kanaal waarmee water van de Oude IJssel werd toegelaten tot de Akkermansbeek, waardoor deze een groter debiet kreeg. Men startte met 15 arbeiders.
In 1857 kwam het eigendom voor een deel in handen van de heer B.A. Reigers, die ook een deel van de DRU-fabrieken bezat. Deze vertrok weer in 1860. In 1857 werd een stoommachine aangeschaft. Men beschikte toen over 65 medewerkers. In 1867 kwam het bedrijf in bezit van koopman Gustaaf van Ditzhuijzen. Deze bouwde de villa Huize Vulcaansoord. In 1860 kwam er een emailleerderij, aanvankelijk enkel voor gietstukken. Deze emailleerderij stond op het grondgebied van Gaanderen. In 1870 werkten er 100 arbeiders en einde 19e eeuw waren dat er reeds enkele honderden. Het hoogovenbedrijf sloot in 1890 en daarvoor in de plaats kwam een koepeloven waarin schroot en ruwijzer gesmolten kon worden. Het gieten was toen slechts een van de vele activiteiten van dit metaalbedrijf. Er was daarnaast een modelmakerij, een smederij, een pletterij en een blikslagerij. Een tweede emailleerderij, voor plaatstalen producten, was toen eveneens in werking.
In 1894 ging men over op elektrische aandrijfkracht. De elektriciteit werd geproduceerd in een eigen elektriciteitscentrale, aangedreven door een stoommachine. Ook aan het net werd elektriciteit geleverd. In 1912 produceerde men 17 ton gietijzer per dag. Als brandstof voor de koepeloven werd gietcokes gebruikt, en ook kalk werd toegevoegd. Hout werd voor het aanmaken gebruikt. De emailleerovens werden met steenkool verhit. De plaatwerkerij verwerkte 6 ton per dag. Het ijzer werd geïmporteerd. Het email werd in eigen bedrijf bereid, waartoe onder meer tinoxide vereist was. In 1913 werden er enkele nieuwe, grote elektromotoren geïnstalleerd.
Stakingen waren er in 1888 en 1891, onder meer vanwege overwerk (te verrichten na een 11-urige werkdag). Omstreeks 1925 werkten er 1000 mensen bij Vulcaansoord. De economische crisis leidde tot afname van het personeelsbestand tot een dieptepunt in 1935 van 138 medewerkers.
Men vervaardigde allerlei gietstukken, onder meer kachelpotten en -ornamenten, waarmee de kachelsmid aan de slag kon, en ook complete kachels in diverse modellen. Daarnaast pannen, ijzeren ramen, kabelkasten en dergelijke. Plaatstalen voorwerpen als borden en schalen, fluitketels, koffie- en theepotten en dergelijke.
Gedurende de jaren 50 van de 20e eeuw bleef het bedrijf achter met moderniseringen. Pas einde jaren 50 kwamen er enkele nieuwe machines en een nieuwe koepeloven. Men legde zich toe op de productie van kachels en kon aldus de gieterij aan het werk houden.  Omstreeks 1950 werkten er weer 500 mensen. In 1965 was het bedrijf, dat inmiddels een notering op de effectenbeurs had verkregen, voor het grootste deel in handen van de Amerikaanse kachelfabrikant Lear Siegler Inc.

## Ondergang
Begin jaren 60 van de 20e eeuw kwam het aardgas op, waarmee de productie van oliekachels ten einde liep. Er volgden ontslagen en het personeelsbestand liep terug tot 350. De Amerikaan B. Howard kocht het aandelenpakket van Siegler.
In de jaren 70 van de 20e eeuw raakte de directie betrokken bij een financieel schandaal. Hoewel de overheid subsidiegeld verstrekte, vluchtte de directeur - mét het geld - naar het buitenland. Dit leidde tot het faillissement van het bedrijf en tot ontslag van de 300 arbeiders. Met de op de gebouwen gekalkte leuze: Opgebouwd door de arbeider - afgebroken door het kapitaal protesteerden de aldus werkloos gemaakte arbeiders tegen deze gang van zaken. Zeventig mensen konden terecht bij Gieterij Lovink te Terborg, die ook de meeste klanten overnam.